# Beverly Hills Cop - Un piedipiatti a Beverly Hills
Beverly Hills Cop - Un piedipiatti a Beverly Hills (Beverly Hills Cop) è un film del 1984 di Martin Brest.
Primo film della quadrilogia di Beverly Hills Cop, inaugurata da Martin Brest, nel 2000 l'AFI's 100 Years... 100 Laughs lo ha inserito al 63º posto tra i 100 migliori film commedia statunitensi; nel 2024 è stato selezionato per la conservazione nel National Film Registry degli Stati Uniti dalla Biblioteca del Congresso, poiché "culturalmente, storicamente o esteticamente significativo".

## Trama
Axel Foley è un giovane agente della polizia di Detroit, fin troppo esuberante e insofferente alle regole. Un giorno il suo più caro amico, Michael Tandino, un ladruncolo con alcuni precedenti, a cui Axel è molto affezionato in quanto vecchi amici, va a fargli visita, ma la sera stessa questi viene ucciso a sangue freddo da dei misteriosi killer. Indagando, Axel scopre che Tandino aveva lavorato in una galleria d'arte a Beverly Hills, dove aveva trovato lavoro grazie a Jenny, loro amica comune.
Todd, l'irascibile capo di Foley, affida il caso a un altro agente, così Axel si reca in ferie in California, indagando per proprio conto. Arrivato a Beverly Hills, va a trovare Jenny, la quale lo indirizza al suo superiore, Victor Maitland, il quale sembra non gradire le domande di Foley, e lo fa cacciare in malo modo per subire addirittura l'arresto con l'accusa di aggressione.
Al comando di polizia fa conoscenza con Billy Rosewood, un giovane e ingenuo poliziotto alle prime armi, John Taggart, burbero sergente vicino alla pensione, e con il tenente Bogomil, un capo all'apparenza severo ma in fondo comprensivo, che incarica i suoi agenti di sorvegliare Foley fino a quando non lascerà la città. Le indagini porteranno il protagonista a scoprire il movente dell'omicidio di Tandino, eccessivo per un banale furto di alcuni titoli di stato.

## Produzione

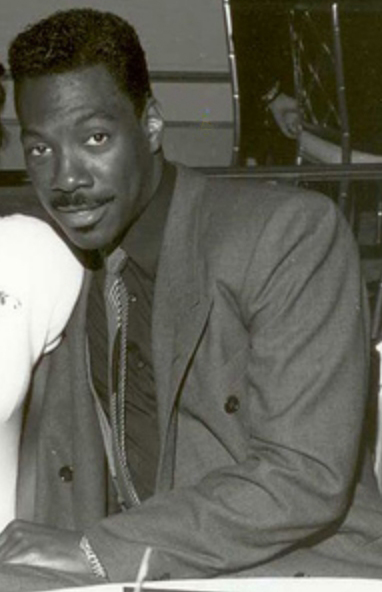
Eddie Murphy divenne protagonista del film a due settimane dal via alle riprese

L'idea di Beverly Hills Cop, all'epoca noto come Beverly Drive, nacque intorno al 1977. Quando nel 1981 si arrivò a una prima sceneggiatura, per il ruolo del protagonista i produttori Jerry Bruckheimer e Don Simpson volevano Mickey Rourke, a cui venne peraltro fatto firmare un contratto d'esclusiva di 400 000 dollari; i tempi della realizzazione tuttavia finirono per allungarsi, e Rourke si sganciò dal progetto, accettando un altro film.
La Paramount Pictures, in cerca di un altro attore, propose quasi per scherzo il ruolo a Sylvester Stallone, che inaspettatamente accettò. A Stallone però non piaceva lo script originale, che secondo lui conteneva poca azione; lui stesso riscrisse di suo pugno molte sequenze. Tra le differenze con la versione definitiva della pellicola: il cognome del protagonista Axel non avrebbe dovuto essere Foley ma Cobretti (poiché Stallone voleva soprannominarlo "Il Cobra"), il personaggio di Michael Tandino sarebbe stato il fratello di Axel, mentre il personaggio di Jenny avrebbe avuto una storia d'amore con Axel.
Le modifiche non entusiasmarono i due produttori, visto che queste rischiavano di far accrescere ulteriormente i tempi di realizzazione dell'opera e, di conseguenza, di far lievitare i costi di produzione, ma Stallone non volle cedere. Alla fine le loro strade si divisero, anche se in modo consensuale: infatti molte delle scene scritte da Stallone per Un piedipiatti a Beverly Hills furono poi riutilizzate per il suo film Cobra.
Dopo l'addio di Stallone la produzione si ritrovò di colpo senza attore protagonista, a sei settimane dall'inizio delle riprese. A quel punto Bruckheimer e Simpson volarono da Los Angeles a New York per incontrare Eddie Murphy, all'epoca star del Saturday Night Live e agli inizi della sua carriera cinematografica, che in precedenza era venuto a conoscenza del progetto e aveva manifestato la sua disponibilità a parteciparvi; fu così che i due lo scelsero per il ruolo di Axel Foley, ingaggiandolo per la parte a due settimane dall'inizio delle riprese.

## Distribuzione
Il film è stato un grande successo nel 1984, risultando secondo al botteghino solo a Ghostbusters - Acchiappafantasmi. Per la sua produzione sono stati spesi 15 milioni di dollari, mentre al botteghino statunitense ha incassato più di 234 milioni, tanto che per il produttore Jerry Bruckheimer questo è stato il film più remunerativo fino al 2003, quando uscì La maledizione della prima luna. Il film ha incassato in totale più di 316 milioni di dollari, di cui quasi 235 in patria e più di 81 all'estero.

## Colonna sonora
1. Emergency - Rockie Robbins
2. Don't Get Stopped in Beverly Hills - Shalamar
3. Rock and Roll me Again goof - The System
4. Do you really want my love - Junior
5. Axel F - Harold Faltermeyer
6. The Heat Is On - Glenn Frey
7. Gratitude - Danny Elfman
8. New Attitude - Patti LaBelle
9. Stir It Up - Patti LaBelle
10. Neutron Dance - The Pointer Sisters
11. Nasty Girl - Vanity 6

Nasty Girl delle Vanity 6 è la canzone suonata nel night club, non accreditata nella colonna sonora originale. Inoltre, sono state remixate dodici versioni di Axel F.

## Riconoscimenti
- 1985 – Premio Oscar
  - Candidatura alla migliore sceneggiatura originale a Daniel Patrie Jr. e Danilo Beach
- 1985 – Golden Globe
  - Candidatura alla miglior film commedia o musicale
  - Candidatura al miglior attore in un film commedia o musicale a Eddie Murphy
- 1985 – Edgar Award
  - Candidatura al miglior film a Daniel Patrie Jr.
- 1985 – People's Choice Awards
  - Miglior film
- 1985 – Stuntman Award
  - Miglior lavoro con un veicolo
- 1986 – British Academy Film Awards
  - Candidatura alla miglior colonna sonora a Harold Faltermeyer
- 1986 – Grammy Award
  - Miglior colonna sonora originale scritta per il cinema o la televisione a Harold Faltermeyer

## Sequel
La serie fu proseguita da Tony Scott nel 1987, poi da John Landis nel 1994 ed infine si concluderà nel 2024.

## Altri media
Nel 1990 la Tynesoft pubblicò il videogioco Beverly Hills Cop per diversi computer dell'epoca, vagamente tratto dal film, con sequenze d'azione a piedi e di guida.
Un altro poco noto videogioco dedicato a Beverly Hills Cop venne pubblicato dalla Blast! Entertainment Ltd nel 2006 per PlayStation 2 ed è uno sparatutto in prima persona, con un personaggio bianco e calvo non somigliante ad Axel Foley.